# Медников, Михаил Лазаревич
Михаи́л Ла́заревич Ме́дников (1884—1938) — российский военный деятель, комдив Красной армии. Участник Первой мировой и Гражданской войны. Репрессирован в 1937 году. Расстрелян. Реабилитирован в 1956 году. Комдив (1935).

## Биография
Михаил Лазаревич Медников родился в 1884 году на станции Дебальцево Екатерининской железной дороги (ныне Донецкая область) в семье приказчика бакалейной лавки, еврей.

### Ранние годы
Окончил трёхклассное городское училище. В возрасте пятнадцати лет вместе с родителями переехал в Екатеринослав, где поступил на работу в типографию сначала наборщиком, затем печатником.

## ВРусской императорской армии
В 1905 году призван в армию, через два года за чтение большевистских газет отправлен в дисциплинарный батальон в Херсон. После увольнения из армии работал в типографии.
В 1912 году за участие в первомайских маёвках подвергся аресту.
С 1909 по 1912 годы избирался секретарём союза печатников.

## Первая мировая война
В 1914 году мобилизован и направлен на фронт. Служил в 6-м Ахтырском кавалерийском полку.
В 1916 году за связь с украинскими социал-демократами был пропущен сквозь строй, получив 25 плетей.
В начале 1917 года унтер-офицер Медников был ранен и для лечения направлен в Екатеринослав.

## После революции
В октябре 1917 года вступил в Красную гвардию, с 1918 года в РККА. Участвовал в Гражданской войне, в ходе которой занимал должности: командир батальона и полка, комиссар 38-й и 2-й Донских бригад, комиссар 37-й отдельной бригады и Особой кавалерийской бригады 2-й Конной армии.
С 1905 по 1917 год состоял в партии «Бунд».
Член ВКП(б) с 1918 года. В 1925 году избирался делегатом 14-го съезда ВКП(б) с совещательным голосом от Калужской парторганизации. Участник 16-го съезда ВКП(б) в 1930 году с решающим голосом от Туркестанской парторганизации.
В 1921—1922 годах — комиссар штаба Северо-Кавказского военного округа и 1-й Конной армии, комиссар кавалерийского полка.
В 1922-1923 годах — военком 37-й стрелковой дивизии, а с декабря 1923 года — военком 3-й отдельной кавалерийской бригады.
После окончания в 1925 году Курсов усовершенствования высшего начсостава при Военной академии РККА был назначен помощником командира 81-й стрелковой Калужской дивизии. С августа 1926 года — исполняющий обязанности командира, а с августа 1927 года — командир и комиссар 81-й стрелковой Калужской дивизии.
С января 1929 года — командир и комиссар 1-й Туркестанской горнострелковой дивизии.
В 1929 году окончил Курсы усовершенствования высшего начсостава (КУВНАС) при Военной академии имени М. В. Фрунзе.
В ноябре 1931 года назначен начальником военно-хозяйственного снабжения Приволжского военного округа.
С января 1932 года — командир и комиссар 82-й стрелковой дивизии УрВО(по некоторым данным Медников М. Л. командовал 82-й сд вплоть до 1935 года).
В декабре 1933 года назначен начальником Управления тылового снабжения ГУ РККА. В этом же году М. Л. Медников был награждён орденом Красной Звезды. Приказом НКО СССР по личному составу № 2396 от 20 ноября 1935 года М. Л. Медникову присвоено звание комдив. С марта 1937 года — начальник Управления военно-строительных частей РККА. Проживал по адресу Москва, Чистопрудный бульвар, дом 12, кв. 39.

## Репрессия
4 июля 1937 года был арестован по обвинению в принадлежности к военному заговору. На предварительном следствии в предъявленных ему обвинениях признал себя виновным и подтвердил это в суде. 22 августа 1938 года Военной коллегией Верховного суда СССР приговорён по обвинению в военно-фашистском заговоре к расстрелу. В тот же день приговор был приведён в исполнение — М. Л. Медников расстрелян..
Определением Военной коллегией Верховного суда СССР от 13 июня 1956 года реабилитирован.

### Память
- Место захоронения — Московская область, Коммунарка[2].